# Jargon File

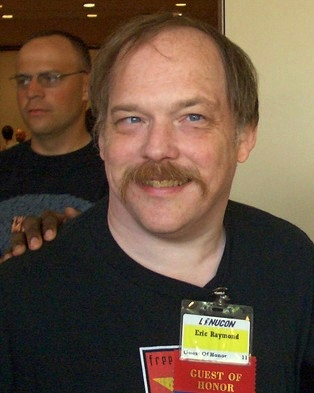
Eric Steven Raymond, attuale curatore del Jargon File

Il Jargon File è un documento originariamente redatto da Raphael Finkel della Stanford University e attualmente mantenuto da Eric S. Raymond, un esponente della cultura hacker. Esso è essenzialmente un vocabolario del gergo usato dagli hacker e dai professionisti dell'IT, ma contiene anche definizioni e regole di buona educazione da rispettare in rete (netiquette).
Nel 2005 un gruppo di appassionati di cultura e filosofia hacker facenti parte del progetto H.A.N.C. hanno avviato un progetto di traduzione in italiano del Jargon File arrivando ad una release fruibile e scaricabile dal sito del progetto. I lavori si sono però interrotti verso la fine del 2007 ed al momento non sono in corso aggiornamenti a quanto già tradotto.

## Dal 1975 al 1983
Il Jargon File (detto anche Jargon-1 o the File), fu originariamente scritto da Raphael Finkel a Standford nel 1975. Da questo momento, fino all'arrivo alla SAIL (Stanford Artificial Intelligence Laboratory) nel 1991, il file venne chiamato "AIWORD.RF[UP,DOC]" ("[UP,DOC]" era una directory di sistema sui sistemi operativi WAITS). Alcuni termini, come "frob", "foo" e "mung" si ritiene risalgano ai primi anni del 1950 dal Tech Model Railroad Club del MIT e documentati nel 1959 sul Dictionary of the TMRC Language scritto da Peter Samson. Si noti che è sempre stato chiamato “AIWORD” o “the Jargon file”, mai “the File”, quest’ultimo termine è stato coniato da Eric Raymond.
Nel 1976 Mark Crispin, dopo aver visto un annuncio riguardante "the File" alla SAIL computer, ne inviò una copia al laboratorio di intelligenza artificiale del MIT via FTP. Salvò il file nella sua directory come "AI:MRC;SAIL JARGON" (laboratorio computer "AI", directory "MRC", file "SAIL JARGON"). Raphael Finkel abbandona la partecipazione e poco dopo Don Woods diventa il contatto della SAIL per il File. Il testo venne ampliato gradualmente fino al 1983. Richard Stallman fu uno dei maggiori contribuenti, inserì molti termini riguardanti MIT e ITS.
Nel 1981 un hacker di nome Charles Spurgeon ottenne una buona parte del "the File" che fu pubblicato nel CoEvolution Quarterly di Stewart Brand (numero 29, pagine 26–35) con illustrazioni di Phil Wadler e Guy Steele. Questa sembra esser stata la prima pubblicazione cartacea del file. Successivamente una vecchia versione del Jargon-1 venne ampliata con dei commenti in maniera tale da renderlo comprensibile a tutti, quindi per il mercato di massa. Questa versione fu curata da Guy Steele in un libro pubblicato nel 1983, The Hacker's Dictionary (Harper & Row CN 1082, ISBN 0-06-091082-8). Le altre modifiche effettuate al Jargon-1 (Raphael Finkel, Don Bosco, e Mark Crispin) hanno contribuito a questa versione, così come Stallman e Geoff Goodfellow. Questo libro (ora esaurito) verrà d'ora in poi denominato "Steele-1983".

## Dal 1983 al 1990
Poco dopo la pubblicazione di Steele-1983, non furono più fatte modifiche sostanziose al "the File". In origine, questo fu dovuto ad un desiderio di congelare il file temporaneamente per facilitare la produzione di Steele-1983, ma le condizioni esterne portarono il blocco "temporaneo" a diventare un blocco permanente. Il AI Lab culture fu colpito duramente alla fine del 1970 dal taglio dei fondi e successivamente dalla decisione amministrativa di utilizzare vendor-supported hardware e software proprietario associato invece di quello fatto in casa. Nel MIT la maggior parte del lavoro della AI si era rivolto alle macchine Lisp. Allo stesso tempo, la commercializzazione della tecnologia AI ha attirato alcuni dei laboratori di intelligenza artificiale tra i migliori e più brillanti.
Le start-up costruirono macchine Lisp per il MIT; il computer centrale del MIT-AI divenne un sistema TWENEX. Il laboratorio di intelligenza artificiale di Stanford aveva effettivamente cessato di esistere dal 1980. Stanford divenne un importante sito TWENEX, ad un certo punto operano più di una dozzina di sistemi TOPS-20, ma dalla metà del 1980 la maggior parte dei lavori software più interessanti venne fatta sullo standard emergente BSD Unix. Nel maggio del 1983 la culture hacker centrata sul PDP-10 la quale aveva alimentato il File, ne inflisse un colpo mortale cancellandolo dal Jupiter project del DEC. Gli scrittori del The File si spostarono verso altre cose, sembrava che Steele-1983 fosse destinato a morire.

## Dal 1990 in poi
Una nuova revisione è iniziata nel 1990, conteneva quasi tutto il testo di una vecchia versione di Jargon-1 (un paio di voci obsolete PDP-10-related sono state ritirate dopo aver consultato i redattori di Steele-1983). Si utilizzò circa l'80% del testo di Steele-1983 omettendo pochissime voci introdotte nel 1983 che ora sono solo di interesse storico.
La nuova versione vuole essere più ampia rispetto al vecchio Jargon File; il suo scopo era quello di coprire non solo AI o la cultura hacker PDP-10, ma tutte le culture di calcolo tecnico in cui la vera natura hacker si manifestava. Più della metà delle voci adesso derivano da Usenet e rappresentano il gergo utilizzato nelle comunità C e Unix, ma gli sforzi maggiori sono stati fatti per raccogliere il gergo da altre culture, tra cui i programmatori dei PC IBM, dei fans Amiga, degli appassionati di Mac e anche il mondo mainframe IBM.

MIT Press logo

Eric Raymond ha mantenuto il nuovo file, con l'assistenza di Guy Steele, ed è l'editor accreditato della versione stampata del The New Hacker's Dictionary (pubblicato da MIT Press nel 1991); d'ora in poi chiamato Raymond-1991. Alcune delle modifiche apportate sotto la sua vigilanza sono state controverse; i primi critici accusano Raymond di cambiare ingiustamente il focus del File verso le culture hacker Unix al posto delle culture degli hacker più anziani dove il Jargon File ebbe origine. Raymond rispose dicendo che la natura della pirateria era cambiata e il Jargon File dovrebbe riferirsi alla cultura hacker più moderna. Dopo la seconda edizione di NHD (MIT Press, 1993; chiamato Raymond-1993), Raymond è stato accusato di aggiungere termini che riflettono le proprie politiche e il proprio vocabolario, anche se lui disse che le voci da aggiungere vengono controllate per assicurarsi che vengano utilizzate realmente e non solamente nel gergo di una o due persone.
La versione di Raymond è stata rivista ancora una volta per includere la terminologia dalla sottocultura nascente da Internet e dal World Wide Web. Venne pubblicato dal MIT Press come The New Hacker's Dictionary, terza edizione, 1996 (il Raymond-1996). Dal 2003 non sono state apportate modifiche al Jargon File originale.

## Impatto e accoglienza

### Influenza
Nonostante il suo approccio umoristico, diversi manuali di stile e opere simili hanno citato The New Hacker's Dictionary come riferimento e hanno anche consigliato di seguire alcune delle sue migliori pratiche "hacker". L'Oxford English Dictionary ha usato il NHD come fonte di neologismi informatici. Il Chicago Manual of Style, la più importante accademia ed editrice di libri di stile americana, a cominciare dalla 15ª edizione (2003) ne fece riferimento (stessa cosa per la 16ª edizione). Il National Geographic Style Manual elenca NHD tra i soli 8 dizionari specializzati, di 22 fonti totali, sui quali si basa. Tale manuale è l'house style delle pubblicazioni di NGS ed è stato disponibile online per la navigazione pubblica dal 1995. Il NGSM non specifica cosa ha tratto in particolare dal NHD o da qualsiasi altra fonte.
Oltre a queste guide e l'Encyclopedia of New Media, il Jargon File, soprattutto in forma stampata, viene spesso citato sia da libri e altre opere sulla storia degli hacker, della sottocultura cyberpunk, del gergo informatico, dello stile online, sia in opere diverse come la 20ª edizione di Bibliography of Literary Theory, Criticism and Philology di José Ángel García Landa (2015); Wired Style: Principles of English Usage in the Digital Age di Constance Hale e Jessie Scanlon in Wired magazine (1999); Transhumanism: The History of a Dangerous Idea di David Livingstone (2015); Mark Dery's Flame Wars: The Discourse of Cyberculture (1994) and Escape Velocity: Cyberculture at the End of the Century (2007); Beyond Cyberpunk! A Do-it-yourself Guide to the Future di Gareth Branwyn e Peter Sugarman (1991); e molti altri.
La rivista Time usò The New Hacker's Dictionary (Raymond-1993) come base per un articolo sulla cultura online nel novembre 1995 edizione inaugurale del dipartimento di "Time Digital".

### Difesa del terminehacker
Il libro è particolarmente noto per il suo tentativo di preservare la distinzione tra un hacker (un programmatore buono) e un cracker (un criminale informatico). Encyclopedia of New Media di Steve Jones (2002) ha fatto notare che la difesa del termine hacker è stato un fattore di grande motivazione per entrambe le edizioni stampate di Steele e Raymond:

### Reazioni e recensioni
(Steve Jackson)
PC Magazine nel 1984 ha dichiarato che The Hacker's Dictionary era superiore alla maggior parte degli altri libri riguardanti computer-humor e ha fatto notare la sua autenticità di "hard-core programmers' conversations", in particolare nel gergo del MIT e di Stanford. Le recensioni citate dalla casa editrice includono: William Safire del New York Times che parla del Raymond-1991 NHD come un "lessico arzillo" e lo consiglia come un regalo nerd per le vacanze (questo riapparve nel suo "On Language" a metà ottobre 1992); Hugh Kenner in Byte dice che è stato così coinvolgente da consigliarne almeno una lettura. Mondo 2000 lo descrive come "divertente elastico con un linguaggio scorrevole", così come "non solo una guida utile di molti termini tecnici non ufficiali e del gergo informatico, ma anche una etnografia, di fatto, dei primi anni della cultura hacker." Le recensioni positive sono state pubblicate anche in accademia e nelle pubblicazioni dell'industria informatica, tra cui IEEE Spectrum, New Scientist, PC Magazine, PC World, Science e (più volte) Wired.
L'autore di giochi statunitense Steve Jackson, scrivendo per la rivista bOING bOING, ha descritto il saggio di NHD "A Portrait of J. Random Hacker" come "una descrizione accurata e meravigliosa delle persone che compongono la cultura hacker".
La terza edizione stampata ha ottenuto molte altre citazioni nei soliti posti come Wired (agosto 1996), ma anche nella rivista People (21 ottobre 1996).

## Differenze traslang,jargonetechspeak
I linguisti solitamente fanno riferimento ai linguaggi informali come slang e riservano il termine jargon per vocabolari tecnici di vari professioni. I file venne chiamato fin dall'inizio Jargon file, ma va distinto da quello che intendono i linguisti, cioè di vocabolario informale creato da libri, giornali tecnici e manuali.
Secondo il Jargon file i vocaboli possono essere divisi in queste tre categorie:
- Slang: linguaggio informale derivato dall'inglese comune o dalle sottoculture non tecniche (come i biker o i fan del rock).
- Jargon: indica linguaggio informale gergale che si usa solamente, o in prevalenza, tra gli hacker.
- Techspeak: linguaggio tecnico formale di programmazione, informatica, elettronica ed altri campi connessi.

La distinzione tra jargon e techspeak è molto complessa, molto spesso dei termini nascono come jargon e poi diventano techspeak.